# Don’t Cry for Me Argentina
A Don't Cry for Me Argentina című dal az amerikai énekesnő Madonna 1996. december 16-án megjelent második kimásolt kislemeze az Evita című filmzenei albumról. A dal előzménye, hogy 1996-ban Madonna szerepelt az Evita című filmben, melyben a címszerepet kapta meg. Madonna sokáig szerette volna eljátszani Evita Perón szerepét, sőt levelet is írt Alan Parker rendezőnek, melyben leírta, miért lenne tökéletes a szerephez. Miután megszerezte a szerepet, Joan Lader által énekhang képzésen esett át, mivel a film megkövetelte a színészektől, hogy saját részeiket maguk énekeljék el. Lader megjegyezte, hogy az énekesnőnek úgy kellett használnia a hangját, ahogyan még soha nem használta. 
Az Evita igazi zenés színház, bizonyos értelemben operai elemekkel. Madonna kifejlesztett egy felső regisztert, melyről nem tudta, hogy létezik. Attól a pillanattól kezdve, hogy leszerződött a filmben Madonna érdeklődését fejezte ki a „Don't Cry for Me Argentina” tánc verziójának felvétele iránt. Liz Rosenberg publicista szerint mivel nem Madonna írta a zenét és a szöveget, azt akarta, hogy a remix az ő nevét viselje, és ennek az volt a legjobb módja, ha bemegy a stúdióba és csinál egy remixet.
1996 augusztusában Madonna még mindig a film zenéjének keverésével volt elfoglalva és felkérte Pablo Flores és Javieer Garza remix mestereket. Flores szerint az énekesnő olyasmit akart, amely táncos, de ugyanakkor hű lenne a filmhez és Argentínához a latin hangulatában. Madonna azt mondta, hogy azt szeretné, ha a remixnek „latin íze és tangózenei elemei” lennének. A mix két hét alatt készült el Miamiban és Los Angelesben. Madonnának újra kellett vennie az éneket a dalhoz angolul és spanyol nyelven, míg a dal bevezetőjében egy argentin bandoneont hallható. A "Miami Mix" névre keresztelt remixet 1996 decemberében küldték el a rádióállomásoknak és a lemezlovasoknak. A dal hivatalosan is a második kimásolt kislemezként jelent meg 1996. december 16-án az Egyesült Királyságban és 1997. február 11-én az Egyesült Államokban. Barney Kilpatrick, a Warner Bros. kiadó promóciós alelnöke elmondta, hogy az „egyetlen ok, amiért ezt a remixet csináltuk az az, hogy Top 40-es rádiós sláger legyen. [...] Mivel kétlemezes filmzene albumunk van, így az album eladása érdekel minket, nem a kislemezeké”. A Warner Bros. a dallal akart "zümmögést" kelteni, nem pedig a remixszel. Szó volt egy Evita EP kiadásról is, melyen a "Buenos Aires" , a "Don't Cry for Me Argentina" és az "Another Suitcase in Another Hall" remixeit tartalmazta volna, de ez soha nem valósult meg.

## Felvételek
A film dalainak és a filmzene felvétele 1995 szeptemberében kezdődött a londoni CTS Stúdióban, ahol Madonna mellett Antonio Banderas és Jonathan Pryce színészek is részt vettek a felvételekben. Probléma merült fel azzal kapcsolatban, hogy Madonna nem volt teljesen elégedett azzal, hogy egy 84 tagú zenekarral együtt dolgozzon a felvételek során. Megszokta, hogy egy előre felvett számot énekel, és nem hallgatja meg a zenészeket. Emellett a korábbi filmzenei kiadványaival ellentétben alig, vagy egyáltalán nem volt beleszólása a projektbe. „Megszoktam már, hogy saját dalokat írok, bemegyek a stúdióba, kiválasztom a zenészeket, és elmondom, mi hangzik jól, vagy mi nem. [...] Nagy dolog volt 46 dalon dolgozni minden érintettel, és nem volt nagy beleszólásunk” – emlékezett vissza Madonna. Parker, Lloyd Webber és Madonna egy rendkívüli találkozó alkalmával döntöttek arról, hogy az énekes egy korszerűbb stúdióban veszi fel az éneket, a hangszerelés viszont máshol történik. A felvételek miatt több szabadidejei is maradt.
Madonna nagyon ideges volt a felvétel első napján. Teljesen leblokkolt, amikor a dal elkészítéséről volt szó. „El kellett énekelnem a Don't Cry for Me Argentina-t Andrew Lloyd Webber előtt. [...] Teljesen össze voltam zavarodva, és utána zokogtam. Azt hittem, szörnyű munkát végeztem” – emlékezett vissza. A felvett végleges változat sok hasonlóságot mutatott a Covington eredeti változatával, bár sokkal gyorsabb tempójú volt és zenekari popként jött létre, hogy beleilleszkedjen a kortárs zenei életbe. A Musicnotes.com által kiadott kotta szerint Madonna változata köznapi időben játszódik, lassú groove tempója 90 BPM ütemű. Madonna éneke a dalban G 3-tól C5-ig terjed. A dal a C–F♭–C alapszekvenciáját követi, amikor Madonna elénekli az „It won’t be easy, you’ll think it strange” című szöveget, majd a második versszakban G 7–C-re változik.

## Kritikák

### Eredeti verzió
Megjelenésekor a dal általában pozitív kritikákat kapott. J. D. Considine a The Baltimore Sun munkatársa elmondta, hogy ez volt a filmzene egyik „nagy dala”. Peter Keough a Boston Phoenix-től dicsérte Madonna lenyűgöző teljesítményét a dalban. Ezt írta: "Madonna egy lágyan buja szopránt énekel, amely megragadja Evita csendes sebezhetőségét. Telt ajkú, precíz hangja végigfut a dal grandiózus hangszerelésein. Webber dalai lehetővé teszik számára, hogy sok minden legyen, amire szüksége van; mindannyiunknak sikerül". Greg Kot (Chicago Tribune) úgy vélekedett, hogy a "Don't Cry for Me Argentina" show-stopper értelmezése nem próbálja meg megszólítani a sok korábbi verziót, hanem visszafogott méltósággal hozza vissza azt a földre. Robert Christgau "lehangoló dalnak" nevezte, és kritizálta a dal keverését. Chuck Arnold az Entertainment Weekly munkatára ezt írta: "Sajnálom Andrew Lloyd Webbert, azonban dicsérte az énekesnő vokális képességeit. Pozitív kritikát kapott Greg Morago-tól (Hartford Courant), aki a dalt a szégyentelen pandering és az acélos elszántság kiszámított, színházi diadalának nevezte, mely párhuzamba állítható a popdíva saját felemelkedésével a csúcsra. Madonna ezt a dalt sajátjává teszi, mert arra született, hogy eljátssza a kontyos, gyémánttal szegecselt Santa Evitát. A Huffington Post munkatársa, Matthew Jacobs Madonna egyik legfontosabb dalának tartotta, miszerint a szexy Madonnából felnőtt Madonna lett. David Gritten (Los Angeles Times) szerint az olyan show elemek, mint a "Don't Cry for Me Argentina" kiéneklése jól fekszenek számára.
A Music Week egyik kritikusa ötből öt minősítést adott a dalnak, és egy meglehetősen hű és erős interpretációnak nevezte. Janet Maslin a The New York Times-tól megjegyezte, hogy a dalt "bizsergetően adta elő az énekesnő". A negatív véleményt az MNE egyik munkatársa, Alex Needham adta, aki ezt írta: „1996-ra Madonna gyorsan a Sunset Boulevard Norma Desmondjának pop megfelelőjévé vált, és azt harsogta: "Még mindig nagy vagyok!" csak a Top40-es helyezéshez lett kicsi”. A szerző, Lucy O'Brien azt írta a Madonna: Like an Icon című könyvben, hogy bár Madonna énekéből hiányzott az érzelmi komplexitás a dalban, mégis létrehozott egy "lenyűgöző" változatot egészen a nagy zenekari fináléig. George Hatza a The Reading Eagle-ből azt mondta, hogy Madonna egy gyönyörű, szárnyaló libabőrös contralto-ban énekli a dalt. Peter Travers a Rolling Stone-tól ezt írta: „Madonna becsületére legyen mondva, hogy elég nagy show-t ad elő. [...] Még a "Don't Cry for Me Argentina-t is kiáltja bebizonyítva, hogy ő is csak ember.” Sal Cinquemani a Slant Magazintól megjegyezte: „Könnyen lehet, hogy Madonna eddigi legnagyobb vokális előadása. Az Evita főcímdalának drámai értelmezése egyszerre volt hű, és bizarrul önéletrajzi.” A Spin munkatársa, Annie Zaleski azt írta, hogy a dal "árnyalt és büszke" interpretenciója Madonna Serius Phase-jének kezdetét jelentette, ahol a fiatalos kokettizmust egy érettebb, introspektívebb szemlélettel egyensúlyozta ki. J. Randy Taraborrelli a Madonna: An Intimate Biography szerzője szerint Madonna Evita Perónként rugalmas és erős, és egyáltalán nem hangzik helytelennek.

### Remix verzió
Az AllMusic munkatársa, Jose F. Promis dicsérte a dal "Miami Mix" remix változatát. A "Don't Cry for Me Argentina" szenvedélyes, áramló táncszámmá alakult át, kiemelve Madonna igazán szenvedélyes előadását, amely feldühítette a zenei puristákat, de örömet okozott a rajongóknak és a közönségnek egyaránt. 2017-ben a Billboard a Miami Mixet 1997 95. legnagyobb popdalának minősítette. Andrew Unterberger azt írta, hogy a remix ugyanolyan felelős a dal slágerlistás sikeréért, mint Madonna Céline Dion ambícióiért, mellyel az erkélyről a táncparkettre vitte a dalt, és visszaadta az embereknek. 2018-ban ugyanez a magazin a remixet furcsán élvezetes menage a trois-nak nevezte a Broadway, a latin és a klubzene között, dübörgő ütemei és élénk tangóval, mely Madonna komoly előadásával virágzik. Richard LaBeau úgy vélte, hogy a remix elméletben bizarr, de a kivitelezésben rettenetesen működik.

## Slágerlistás helyezések
Az Egyesült Államokban a dal Miami Mix változatának népszerűsége hatására a legtöbb rádióállomás játszani kezdte a dalt, és a 18. helyre került a Hot 100 Airplay listán. A dal iránti kereslet tovább nőt, ami arra kényszerítette a Warner Bros.-t, hogy kiadja a dalt CD kislemezen, és a dal felkerült a slágerlistákra. 1997. február 22-én a dal a Billboard Hot 100-as listán a 17. helyen debütált. Az első héten 46.000 darabot értékesítettek belőle. A kislemez végül a 8. helyig jutott az 1997. március 1-i héten. A "Don't Cry for Me Argentina" az 1. helyig jutott az European Hot 100-as kislemezlistán az 1997. február 8-i héten. A dal a Billboard Adoult Contemporary és az Adult Top 40-es listánra is bekerült az első 20 helyezett közé, míg a Miami mix a Billboard Hot Dance Club Songs lista élére került. Az 1997. év végi diagramon a 87. helyen állt. Kanadában a dal az RPM Top kislemezlistán a 34. helyen debütált az 1997. március 10-i héten, majd végül a 11. helyen állt meg az április 7-i héten. Az Egyesült Királyságban a dal 1996. december 28-án a 3. helyig jutott, és összesen 13. hétig volt jelen a Top 100-as listán. A dalt a brit Hanglemezkiadók Szövetsége (BPI) 2010. november 19-én aranylemezzé minősítette a 400.000 példányt meghaladó eladások és stream-ek alapján. Olaszországban a második helyre került a dal a Musica e dischi listán. Ausztráliában a dal a 9. helyig jutott az ARIA kislemezlistán, ahol egy hétig volt jelen, majd összesen 13 hétig maradt a listán. Az év végi ARIA listán a dal az 56. helyre került. Franciaországban egy hónapig vezette a SNEP kislemezlistát. Írországban a dal a 8. helyig jutott az 1996. december 19-i héten. A kislemez kereskedelmi sikernek bizonyult más országokban is, mint például Belgium, Németország, Spanyolország, Hollandia ahol sikerült az 5. helyre kerülnie.

## Promóció és élő előadások
A dalhoz nem készült hivatalos videoklip Ehelyett a film jeleneteit használták fel, ahol Éve a Casa Rosada erkélyén adja elő a dalt. 1993-ban, két évvel azelőtt, hogy az Evita szerepébe került volna, Madonna előadta a dal egy rögtönzött változatát, amikor először járt Argentínában, a The Girlie Show világturné keretében. Nyolc évvel később, a 2001-es Drowned világturnén a dal instrumentális változatát használták közjátékként, amelyben több táncos is tangót táncol. A 2001. augusztus 26-i fellépést a The Palace of Auburn Hills-ben, Madonna szülővárosán kívül Detroitban rögzítették és kiadták az élő videoalbumot Drowned World Tour 2001 címmel. 2008 decemberében a Sticky & Sweet Turné Buenos Aires-i állomásán a "You Must Love Me" előadása után Madonna a "Don't Cry for Me Argentina" című dalt is előadta, miközben az Evita jelenetei játszódtak a háttérben. Mindkét dal előadását a városban rögzítették, mely DVD-n került kiadásra Sticky & Sweet Tour (2010) címen. Az énekesnő 2012 decemberében ismét előadta a dalt Argentínában a MDNA turné során. Az előadásokhoz az "Éva" szót festette a hátára. Madonna a dal akusztikus változatát adta elő a Rebel Heart turné keretein belül Miammiban 2016. január 23-án. Decembern 6-án a dalt Madonna előadta a The Late Night Show Carpool Karaoke szegmensével James Cordennel együtt.

### Számlista
| - UK CD kislemez 1. "Don't Cry for Me Argentina" (performed by Madonna) – 5:31 2. "Santa Evita" (performed by Orchestra/John Mauceri) – 2:30 3. "Latin Chant" (performed by Orchestra/John Mauceri) – 2:11 - UK "The Dance Mixes" CD kislemez; Ausztrál CD kislemez; Német 12" inch vinyl 1. "Don't Cry for Me Argentina" (Miami Mix Edit) – 4:31 2. "Don't Cry for Me Argentina" (Miami Spanglish Mix Edit) – 4:29 3. "Don't Cry for Me Argentina" (Miami Mix) – 6:51 4. "Don't Cry for Me Argentina" (album version) – 5:31 - US 12-inch vinyl és CD Maxi-kislemez (1997) 1. "Don't Cry for Me Argentina" (Miami Mix Alternative Ending) – 7:59 2. "Don't Cry for Me Argentina" (Miami Spanglish Mix) – 6:57 3. "Don't Cry for Me Argentina" (Miami Mix Edit) – 4:29 4. "Don't Cry for Me Argentina" (Miami Dub Mix) – 6:23 5. "Don't Cry for Me Argentina" (Miami Mix Instrumental Version) – 6:55 6. "Don't Cry for Me Argentina" (Miami Spanglish Mix Edit) – 4:28 | - Digitalis kislemez 1. "Don't Cry for Me Argentina" (Radio Edit) – 4:50 2. "Don't Cry for Me Argentina" (Miami Mix Edit) – 4:31 3. "Don't Cry for Me Argentina" (Miami Spanglish Mix Edit) – 4:30 4. "Don't Cry for Me Argentina" (Miami Mix) – 6:57 5. "Don't Cry for Me Argentina" (Miami Spanglish Mix) – 6:59 6. "Don't Cry for Me Argentina" (Miami Mix Alternative Ending) – 8:02 7. "Don't Cry for Me Argentina" (Miami Dub Mix) – 6:26 8. "Don't Cry for Me Argentina" (Miami Mix Instrumental Version) – 6:57 9. "Don't Cry for Me Argentina" (Album Version) – 5:36 |

### Slágerlista
| Slágerlista (1996–1997)                  | Legjobb helyezés |
| ---------------------------------------- | ---------------- |
| Ausztrália (ARIA)                        | 9                |
| Ausztria (Ö3 Austria Top 40)             | 3                |
| Belgium (Ultratop 50 Flanders)           | 5                |
| Belgium (Ultratop 50 Wallonia)           | 2                |
| Canada (Nielsen SoundScan)               | 1                |
| Kanada Top Singles (RPM)                 | 14               |
| Kanada Adult Contemporary Tracks (RPM)   | 3                |
| Canada Contemporary Hit Radio (BDS)      | 3                |
| Czech Republic (IFPI)                    | 1                |
| Denmark (IFPI Denmark)                   | 6                |
| European Hot 100 Singles (Music & Media) | 1                |
| Finnország (Singlet Top 20)              | 8                |
| Franciaország (Single Top 100)           | 1                |
| Németország (Media Control Charts)       | 3                |
| Hungary (Mahasz)                         | 1                |
| Iceland (Íslenski Listinn Topp 40)       | 2                |
| Írország (IRMA)                          | 9                |
| Italy (Musica e dischi)                  | 2                |
| Hollandia (Top 40)                       | 3                |
| Hollandia (Single Top 100)               | 4                |
| Új-Zéland (Recorded Music NZ)            | 6                |
| Norvégia (VG-lista)                      | 9                |
| Skócia (Scottish Singles Top 40)         | 3                |
| Spain (AFYVE)                            | 1                |
| Svédország (Sverigetopplistan)           | 9                |
| Svájc (Schweizer Hitparade)              | 4                |
| Egyesült Királyság (UK Singles Chart)    | 3                |
| US Billboard Hot 100                     | 8                |
| US Adult Contemporary (Billboard)        | 21               |
| US Adult Top 40 (Billboard)              | 14               |
| US Hot Dance Club Songs (Billboard)      | 1                |
| US Hot Dance Singles Sales (Billboard)   | 1                |
| US Mainstream Top 40 (Billboard)         | 7                |
| US Rhythmic (Billboard)                  | 11               |

| Slágerlista (1997)                  | Helyezés |
| ----------------------------------- | -------- |
| Australia (ARIA)                    | 56       |
| Austria (Ö3 Austria Top 40)         | 19       |
| Belgium (Ultratop 50 Flanders)      | 36       |
| Belgium (Ultratop 50 Wallonia)      | 18       |
| Canada Top Singles (RPM)            | 92       |
| Canada Adult Contemporary (RPM)     | 34       |
| Europe (Eurochart Hot 100)          | 8        |
| France (SNEP)                       | 14       |
| Germany (Official German Charts)    | 22       |
| Iceland (Íslenski Listinn Topp 40)  | 31       |
| Netherlands (Dutch Top 40)          | 46       |
| Netherlands (Single Top 100)        | 80       |
| Romania (Romanian Top 100)          | 27       |
| Sweden (Sverigetopplistan)          | 54       |
| Switzerland (Schweizer Hitparade)   | 22       |
| US Billboard Hot 100                | 87       |
| US Hot Dance Club Songs (Billboard) | 10       |

| Régió | Minősítés | Eladott példányszám |
| --- | --------- | ------------------- |
| Ausztrália (ARIA) | arany     | 35 000^             |
| Belgium (BEA) | platina   | 50 000*             |
| Franciaország (SNEP) | arany     | 250 000*            |
| Németország (BVMI) | arany     | 250 000^            |
| Svájc(IFPI Switzerland) | arany     | 25 000^             |
| Egyesült Királyság (BPI) | arany     | 400 000‡            |
| * Eladási példányszámok kizárólag a minősítés alapján. ^ Kiszállítási példányszámok kizárólag a minősítés alapján. ‡ Eladási+streaming példányszámok kizárólag a minősítés alapján. |           |                     |

## Bibliográfia
- Boyce, D. George. The Falklands War. Palgrave Macmillan (2005). ISBN 978-0-230-80198-1
- Cargill, Angus. Hang the DJ: An Alternative Book of Music Lists. Faber & Faber (2014). ISBN 978-0-571-30717-3
- Clark, Mark Ross. The Broadway Song: A Singer's Guide. Oxford University Press (2015). ISBN 978-0-19-935167-1
- Clarke, Donald. The Penguin Encyclopedia of Popular Music. Penguin Books (1998). ISBN 978-0-14-051370-7
- Company, Official Charts. The Million Sellers. Music Sales Group (2012). ISBN 978-0-85712-882-9
- Ellis, Lucy. Tom Jones Close Up. Omnibus Press (2009). ISBN 978-0-85712-107-3
- Top of the Pops 50th Anniversary. McNidder and Grace Limited (2013). ISBN 978-0-85716-063-8
- Knapp, Raymond. The American Musical and the Performance of Personal Identity. Princeton University Press (2010). ISBN 978-1-4008-3268-2
- Kent, David. Australian Chart Book 1970–1992. Australian Chart Book (1993). ISBN 978-0-646-11917-5
- Michael, Mick St.. Madonna 'Talking': Madonna in Her Own Words. Omnibus Press (2004). ISBN 1-84449-418-7
- Morton, Andrew. Madonna. Macmillan Publishers (2002). ISBN 0-312-98310-7
- O'Brien, Lucy. Madonna: Like an Icon. Bantam Press (2008). ISBN 978-0-552-15361-4
- Rice, Tim. Oh, What a Circus. Hachette UK (2012). ISBN 978-1-4447-6217-4
- Rooksby, Rikky. The Complete Guide to the Music of Madonna. Omnibus Press (2004). ISBN 0-7119-9883-3
- Salaverri, Fernando. Sólo éxitos: año a año, 1959–2002. Fundación Autor-SGAE (2005). ISBN 84-8048-639-2
- BPI Year Book 1978. Brit Hanglemezgyártók Szövetsége (1978). ISBN 0-906154-01-4
- Taraborrelli, Randy J.. Madonna: An Intimate Biography. Simon & Schuster (2008). ISBN 978-0-330-45446-9

## Fordítás
Ez a szócikk részben vagy egészben  a   Don't Cry for Me Argentina című angol Wikipédia-szócikk fordításán alapul.  Az eredeti cikk szerkesztőit annak laptörténete sorolja fel. Ez a jelzés csupán a megfogalmazás eredetét és a szerzői jogokat jelzi, nem szolgál a cikkben szereplő információk forrásmegjelöléseként.